# Radio Azzurra (San Benedetto del Tronto)
Radio Azzurra è un'emittente radiofonica locale con sede a San Benedetto del Tronto.
Trasmette nelle province di Ascoli Piceno, Macerata, Ancona, Teramo, Chieti, Pescara.

## Storia
Nel 1986 Raffaele Palanca, già direttore di un'emittente radiofonica locale, fondò a San Benedetto del Tronto l'emittente Radio Azzurra, coinvolgendo il fratello Giuseppe, fornitore di apparecchiature di alta e bassa frequenza e Angela Benigni, speaker televisiva presso Telecolor TVP. Il nome della radio fu scelto dagli ascoltatori mediante sondaggio telefonico, che tratta di musica, sport e informazione.

## Speakers
Brunello, Debora Bizzarri, Elena Cavallini, La Gabry.

## Redazione Giornalistica
Raffaele Palanca, Luigina Pezzoli.

## Redazione Sportiva
Luca Bassotti, Sandro Benigni.

## Staff
Brunello, Debora Bizzarri, Elena Cavallini, La Gabry, Luigina Pezzoli, Sandro Benigni, Raffaele Palanca.

## Programmi
- Radiosveglia/Buongiorno Estate con La Gabry, dal lunedì al sabato dalle 7.00 alle 10.00.
- Richiestissime/Azzurra Estate con Debora, dal lunedì al venerdì dalle 10.00 alle 13.00.
- Checkpoint/Skipper con Brunello, dal lunedì al venerdì dalle 13.30 alle 16.30.
- Bomber/Summertime con Elena Cavallini, dal lunedì al venerdì dalle 17.00 alle 20.00.
- Top Azzurra Weekend, il sabato alle 14.50 e la domenica alle 17.35.
- Showdown, la domenica alle 11.30.
- Richiestissime/Azzurra Estate, il sabato dalle 10.00 alle 12.20 con Brunello.

DATI DI ASCOLTO
- 2001: 35 000
- 2002: 43 000
- 2003: 29 000
- 2004: 37 000
- 2005: 35 000
- 2006: 35 000
- 2007: 37 000
- 2008: 42 000
- 2009: 45 000[1]
- 2012: 45 000[2]
- 2013: 51 000[3]
  - 1º semestre: 55 000[4]